# Rio Capra (Gilort)
O Rio Capra (Gilort) é um rio da Romênia, afluente do Ciocadia, localizado no distrito de Gorj.